# 諏訪剛
諏訪 剛（すわ たけし、1955年6月23日 -）は鹿児島県出身の日本の柔道家。現役時代は95kg級の選手。身長172cm。

## 人物
柔道は小学校3年生の時に始めた。鹿児島実業高校2年の時に地元で開催された国体高校の部で優勝を飾った。明治大学時代は低迷していたが、京葉ガスに入社後頭角を現して、1978年の講道館杯86kg級で優勝を飾った。1979年の選抜体重別では2位だった。その後階級を95kg級に上げると、1981年の講道館杯で2位となった。1982年には嘉納杯で優勝を飾った。1983年には講道館杯で優勝した。選抜体重別では3位だったものの世界選手権代表に選ばれた。しかし、世界選手権では初戦で敗れた。1984年には講道館杯で2連覇を達成するが、選抜体重別の決勝で大阪府警の三原正人に敗れてロサンゼルスオリンピック出場はならなかった。1985年には階級を以前の86kg級に戻して講道館杯で3連覇を成し遂げた。

## 主な戦績
- 1972年 -　国体 高校の部　優勝

86kg級での戦績
- 1978年 -　講道館杯　優勝
- 1979年 -　選抜体重別　2位
- 1980年　- 環太平洋柔道選手権大会　3位

95kg級での戦績
- 1981年 -　講道館杯　2位
- 1982年　- 東ドイツ国際柔道大会　3位
- 1982年　- ポーランド国際　優勝
- 1982年 - 嘉納杯　優勝
- 1983年　- 講道館杯　優勝
- 1983年 -　選抜体重別 3位
- 1984年　- 講道館杯　優勝
- 1984年　- 選抜体重別　2位
- 1985年　- 大陸別対抗戦　団体戦　2位
- 1985年　-講道館杯　優勝(86kg級)
- 1985年　- 環太平洋柔道選手権大会　3位(86kg級)